# Kövendi Nagy Tamás
Kövendi Nagy Tamás (Kövend, 1849. július 8. – Hódmezővásárhely, 1887. március 19.) csillagász.

## Élete
Apja Nagy József, régi székely unitárius család ivadéka. Nagy Tamás az algimnáziumot Tordán, a felső osztályokat a kolozsvári unitárius főgimnáziumban végezte, ahol kitűnő érettségi bizonyítványt nyert. Hajlama volt az erdészet és bányászat iránt, miért is ezen ismeretek megszerzése végett 1869-ben a selmeczi akadémia hallgatója lett, ahol kiváló képessége és szorgalmáért állami ösztöndíjat nyert; de sehogy sem tudott megbarátkozni az ottan akkor uralkodó német szellemmel; ezért az akadémia magyar hallgatói, Nagy Tamással élükön hosszú cikksorozatban felhívták a magyar kormány figyelmét a selmeci visszásságokra, aminek az volt az eredménye, hogy a kormány néhány német tanárt nyugdíjazott és az intézet magyar hazafias tanárokat nyert.
Miután Nagy Selmecen két évet töltött, Budapestre ment, ahol az egyetem bölcseleti fakultásának két évig szorgalmas látogatója volt és itt Petzval és Schenzl tanárok kedvencévé vált, akik őt később az ógyallai csillagvizsgáló tulajdonosának Konkoly Thege Miklósnak ajánlották, ahol mint segéd csakhamar valóságos buvár szenvedéllyel mélyedt a csillagos ég titkaiba: különösen érdekesek a nap protuberanciáiról tett észleletei. E helyen érte őt a katonai kötelezettség, mely célra Bécsbe tétette át magát, ahol majd' hat hónapig szolgált mint egyéves önkéntes; szabad idejében amellett az egyetemet látogatta és a Hohewarte császári és királyi csillagvizsgálón folytatta észleleteit. A katonai szolgálata következtében, miután a hófúvásban kellett őrt állania, a legsúlyosabb reumába esett és emiatt elbocsátották.
Ismét Ógyallára tért vissza, ahol csillagászati működését folytatta. 1875. októberben Hódmezővásárhely felső népiskolájának matematikai és természettudományi tanszékére választatott meg; tanári működése mellett a helyi lapot is szerkesztette, mely pártolás hiánya miatt súlyos anyagi veszteségekbe sodorta. Élénk részt vett a társadalmi téren is. Elnöke volt több évig, majd választmányi tagja az általános tanítóegyesületnek. Az iparos tanoncok oktatásának életbe léptetésekor őt választották az első ipariskola igazgató-tanítójává. Időközben a francia nyelvet is elsajátította.
Cikkei a Természetben (1872. Uj Asteroidák, A világ vége, A júl. 27. fénytünemény, Tűzgömbhullás Olaszországban, Az ó-gyallai csillagda műszerei, 1873. A feltalált Biela-üstökös elemei, Protuberantiák és napfoltok, A napfoltok észlelésének módja Ó-Gyallán, A bolygók mozgása, Észleljük a hulló csillagokat, Thomson számoló gépe, 1874. A napfoltok mivoltáról, A kettős csillagok); a Természettudományi Közlönyben (1877. A tűzgömb, A tűzgömb Hódmezővásárhelyt); sok czikke jelent meg az általa szerkesztett lapokban; az Annalen der Wiener k. k. Sternwarteban a hulló csillagokról tett megfigyelései jelentek meg.
Szerkesztette a Vásárhelyi Hiradót 1878. szept. 22-től 1879. jún. 30-ig; és a Vásárhelyi Közlönyt 1879. júl. 1-től 1883. júniusig Hódmező-Vásárhelyen.